# Russefeiring

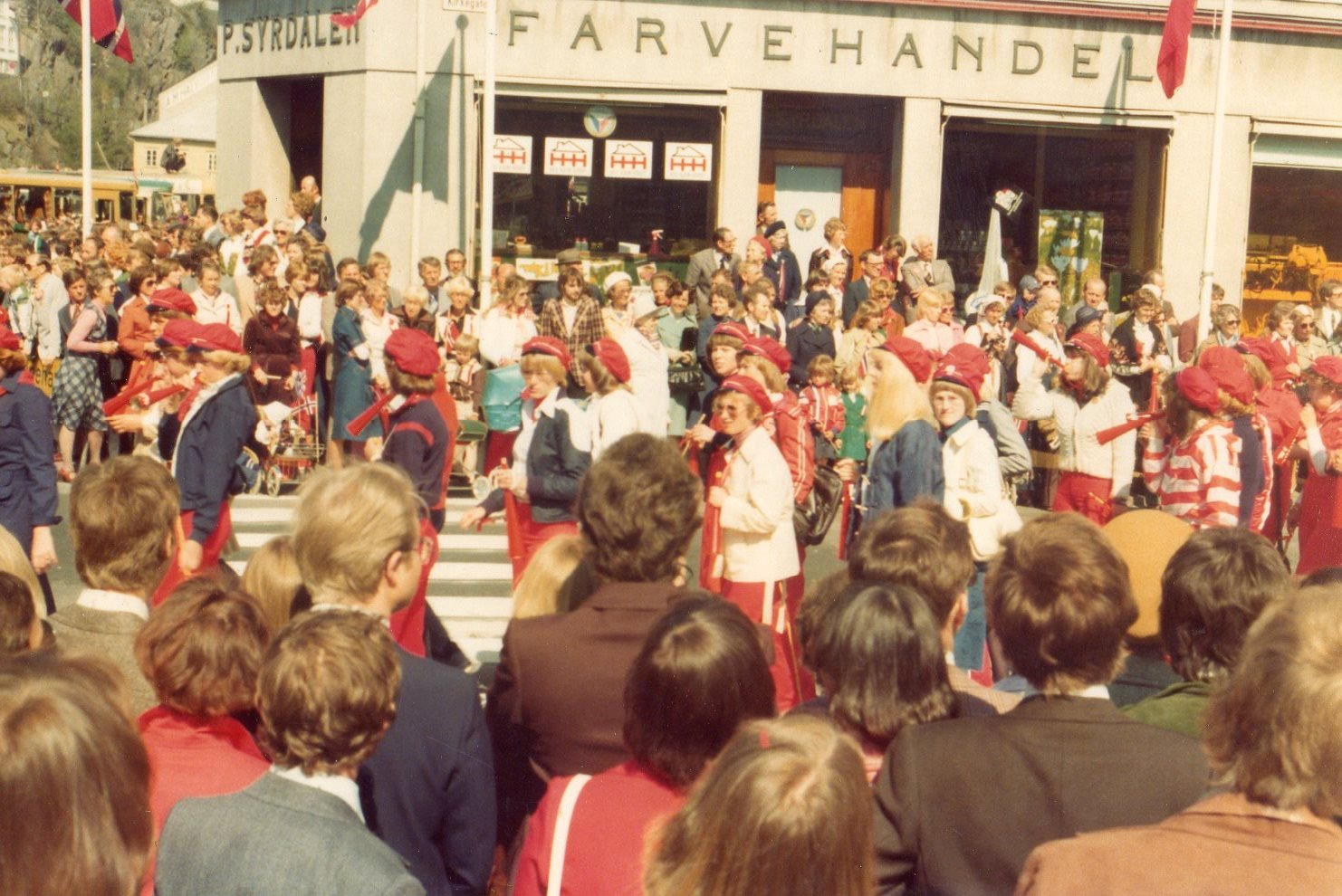
Corteo russ ad Arendal il 17 maggio 1977.

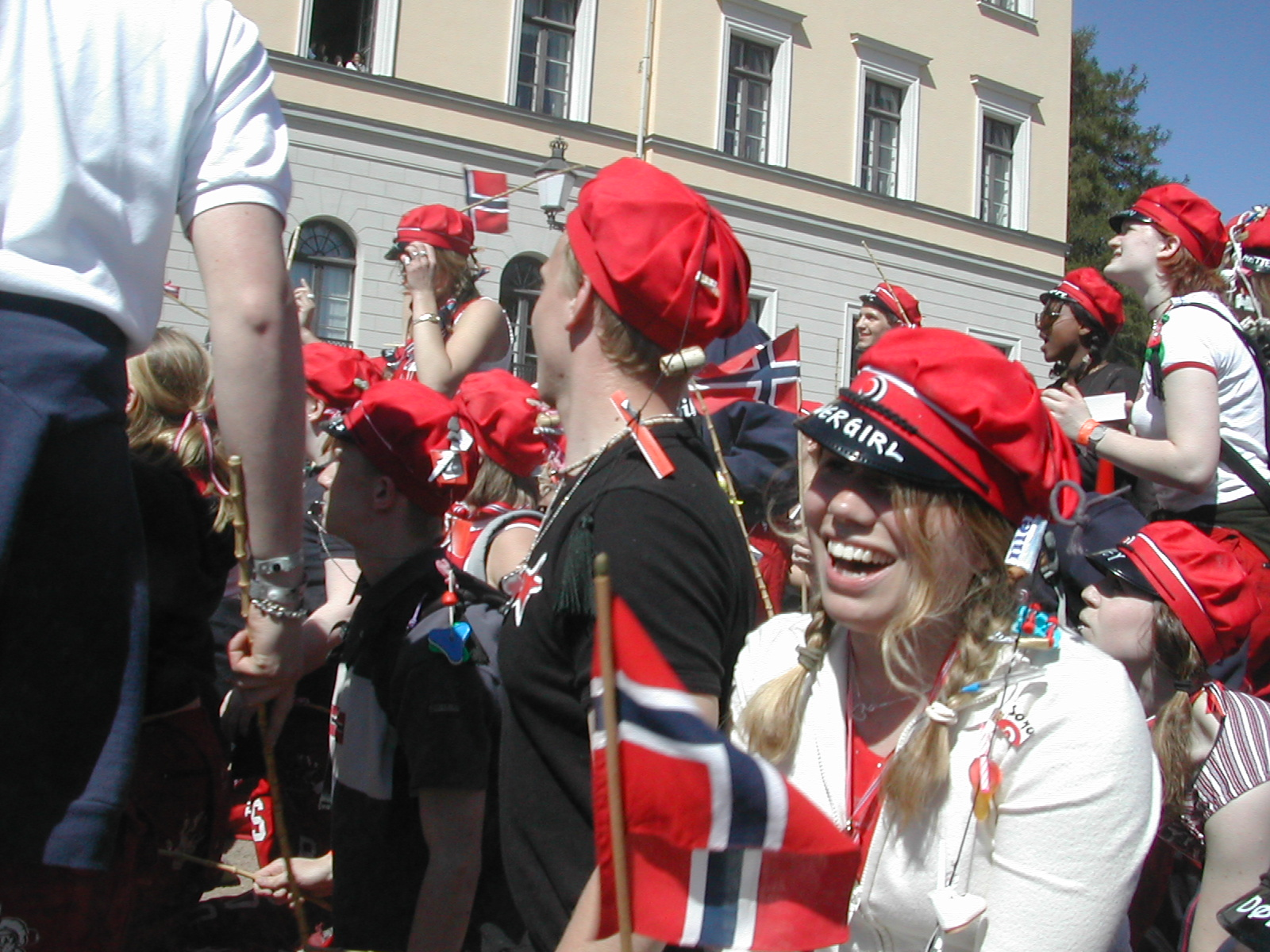
Russ davanti al Palazzo Reale di Oslo il 17 maggio 2002.

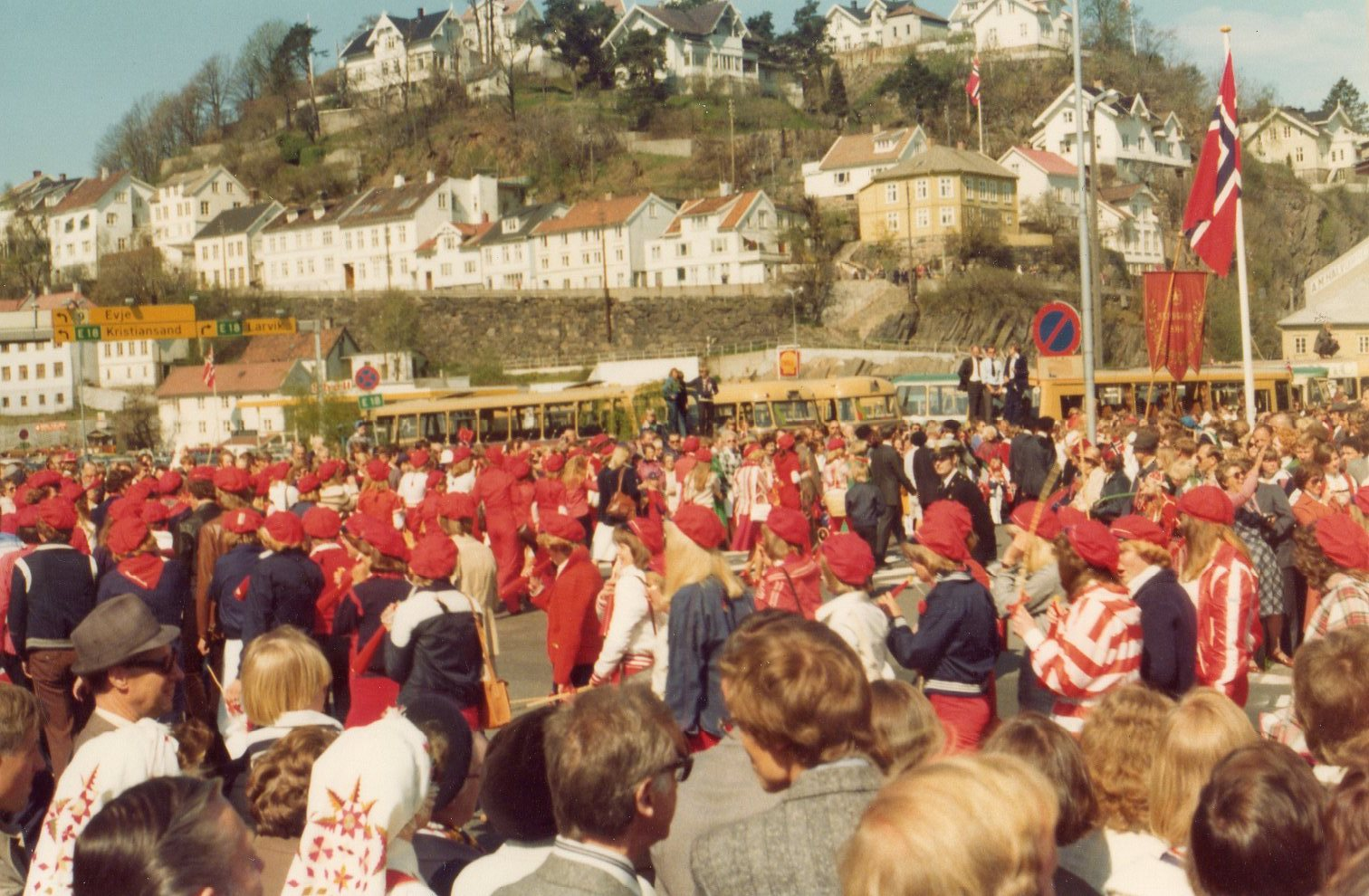
Corteo russ ad Arendal il 17 maggio 1977.

La Russefeiring (celebrazione dei russ) è una tradizione annuale tipica della cultura norvegese. Russ è invece la denominazione che viene data agli studenti dell'ultimo anno delle videregående skoler. Il russetiden (tempo dei russ) si basa in parte su una tradizione danese in cui gli studenti che completano le scuole superiori si chiamano russ ed evidenziano l’evento svolgendo una celebrazione. La celebrazione per il completamento del ginnasio esiste in molti luoghi del mondo, ma la celebrazione norvegese è particolarmente estesa. Le usanze comprendono, tra l'altro, il russekro, il russerevy, il russeavis (che viene pubblicato e venduto il 17 maggio), il russetreff e percorsi effettuati su russebuss o russevan. Tradizionalmente vi erano i cosiddetti rødruss, cioè studenti con l’examen artium (diploma) del gynnasium (percorso di studi oggi denominato specializzazione di studi), e blåruss, cioè studenti dello stesso percorso ma con specializzazione economica (oggi specializzazione di studi con economia).
Ai giorni nostri, spesso le diverse settimane di celebrazione iniziano il 1º maggio e terminano il giorno della festa nazionale, il 17 maggio, quando in molti luoghi si svolgono cortei dei russ. Le attività dell’evento non sono organizzate dalle scuole, bensì dagli studenti stessi. In totale circa 42.000 giovani sono studenti dell'ultimo anno nelle scuole superiori norvegesi ogni anno.

## Storia

### Etimologia ed origini
Le celebrazioni russ hanno radici che risalgono al XVIII secolo. Allora non esisteva l’università in Norvegia, e gli studenti dovevano studiare presso l'Università di Copenaghen, in Danimarca.
Per ottenere l'accesso agli studi universitari, gli studenti dovevano superare un examen artium ottenendo un particolare diploma. Quando l'esame veniva concluso, veniva loro attaccato un corno sulla fronte e venivano presi in giro dagli studenti più grandi. Successivamente, quando i risultati erano pronti, gli studenti partecipavano a una cerimonia chiamata examen depositionis, durante la quale venivano posti davanti all'esaminatore. Se avevano superato l'esame, il corno veniva rimosso come segno di saggezza e che la “bestia selvaggia” in loro era scomparsa. Dopodiché gli studenti guadagnavano il diritto di chiamarsi studenti. La parola russ dovrebbe quindi essere originata dal nome latino di questa azione, cornua depositurus, che significa «deporre le corna».
Lo scrittore norvegese-danese Ludvig Holberg scrisse, nella sua famosa commedia Erasmus Montanus eller Rasmus Berg del 1723, quanto segue: 
Anche se la celebrazione studentesca in Danimarca e Svezia oggi è praticata più diffusamente della russefeiring norvegese, diverse celebrazioni nei paesi nordici e altrove in Europa hanno comunque tradizioni lunghe e forti. La celebrazione stessa può aver avuto diverse ragioni. Era probabilmente in parte un desiderio generale tra gli studenti di festeggiare insieme ai compagni, e in parte un bisogno di celebrare una pietra miliare in un percorso di studi impegnativo dove un examen artium superato rappresentava un risultato eccellente. L'istruzione superiore al ginnasio corrispondeva inoltre ad uno status molto elevato, in una società dove la stragrande maggioranza poteva permettersi solo sette anni di scuola mentre così se ne dimostrava il compimento di 13, come accade oggi.

### In Norvegia
L'attuale tradizione russ norvegese risale al 1905, quando i berretti russ rossi furono usati per la prima volta da studenti delle classi finali presso le scuole superiori di Kristiania. I berretti russ furono inizialmente usati solo dai ragazzi ed erano ispirati a quelli degli studenti tedeschi che indossavano berretti rossi durante una visita in Norvegia nel 1904.
Nel 1916, i berretti russ blu furono usati per la prima volta dai russ dell'Oslo Handelsgymnasium, una scuola superiore che fornisce istruzione in economia.
Nel 1979 il governo del Partito Laburista decise di spostare i giorni d'esame dopo il 17 maggio per moderare una celebrazione troppo selvaggia e dare agli studenti più tempo per le preparazioni accademiche.
Per molto tempo il berretto ed il "russestokk", un semplice bastone di bambù con un fiocco colorato, erano l'unico equipaggiamento per i russ. Da allora sono arrivati vestiti propri, grandi autobus e altro, e parti della russefeiring sono oggi fortemente influenzate da fornitori commerciali di attrezzature e importatori di abbigliamento.

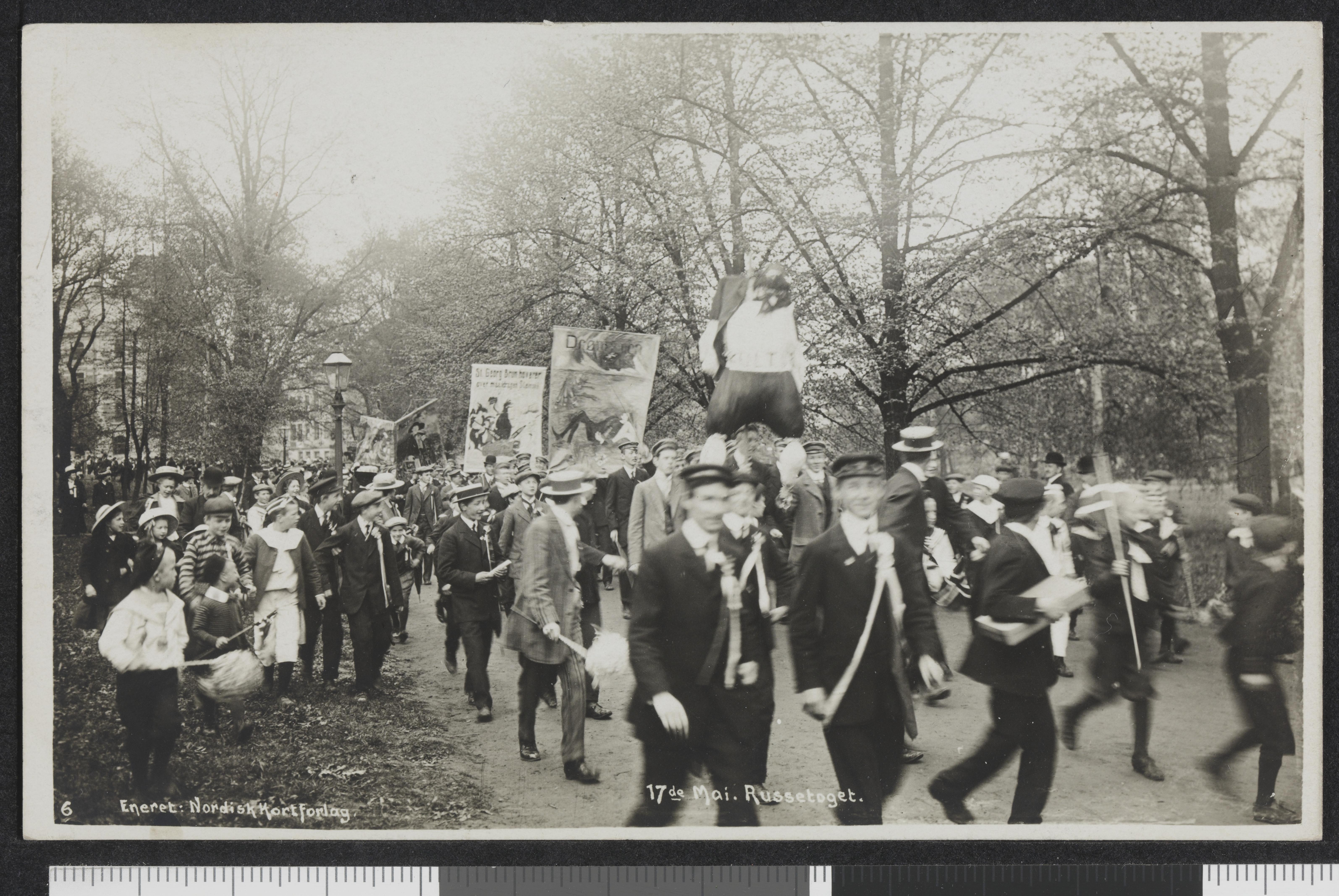
Dal corteo russ a Kristiania (Oslo) intorno al 1908.
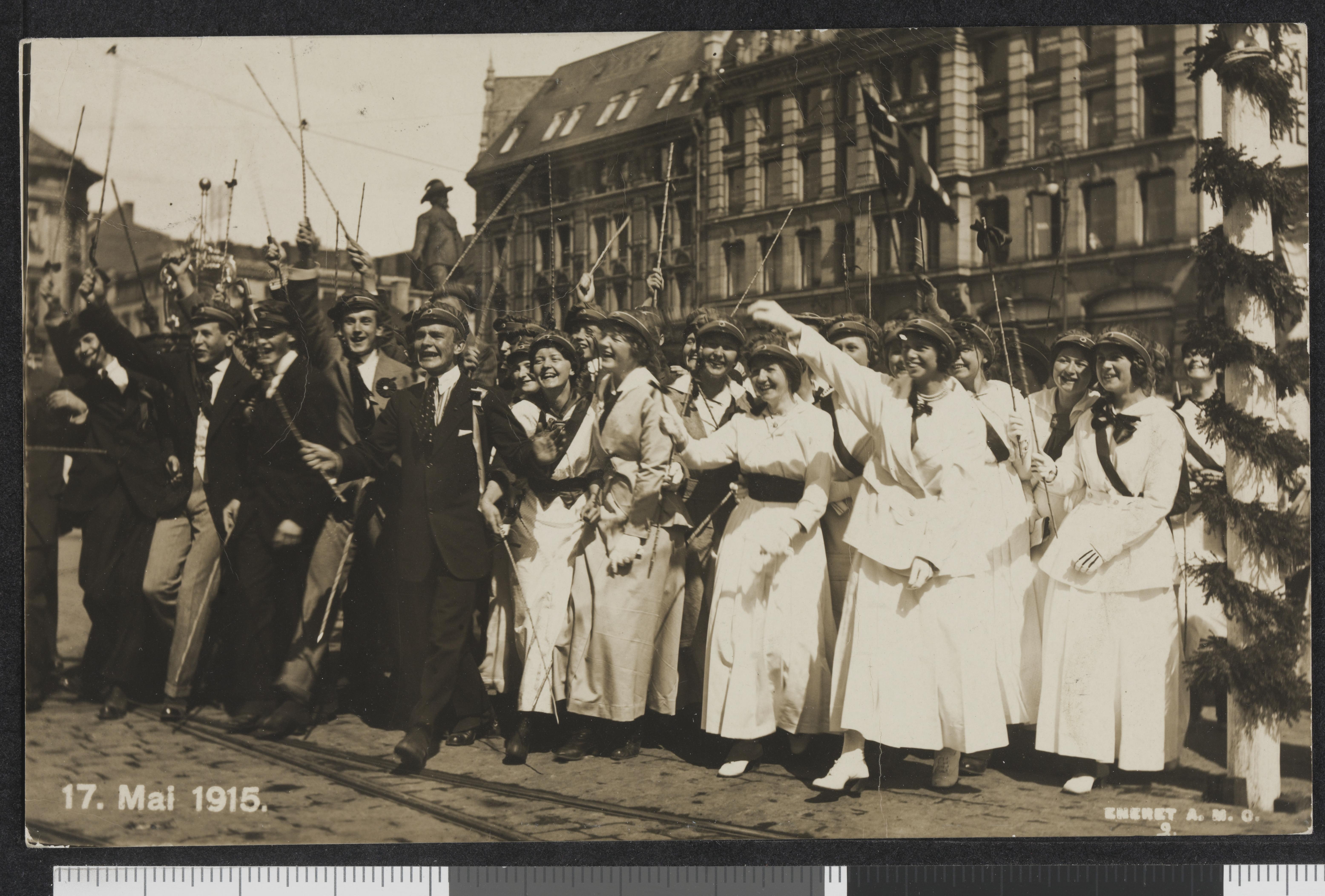
Russ elegantemente vestiti nella piazza del Mercato di Oslo celebrano la festa nazionale con berretti russ, bastoni e le tipiche grida nel 1915.
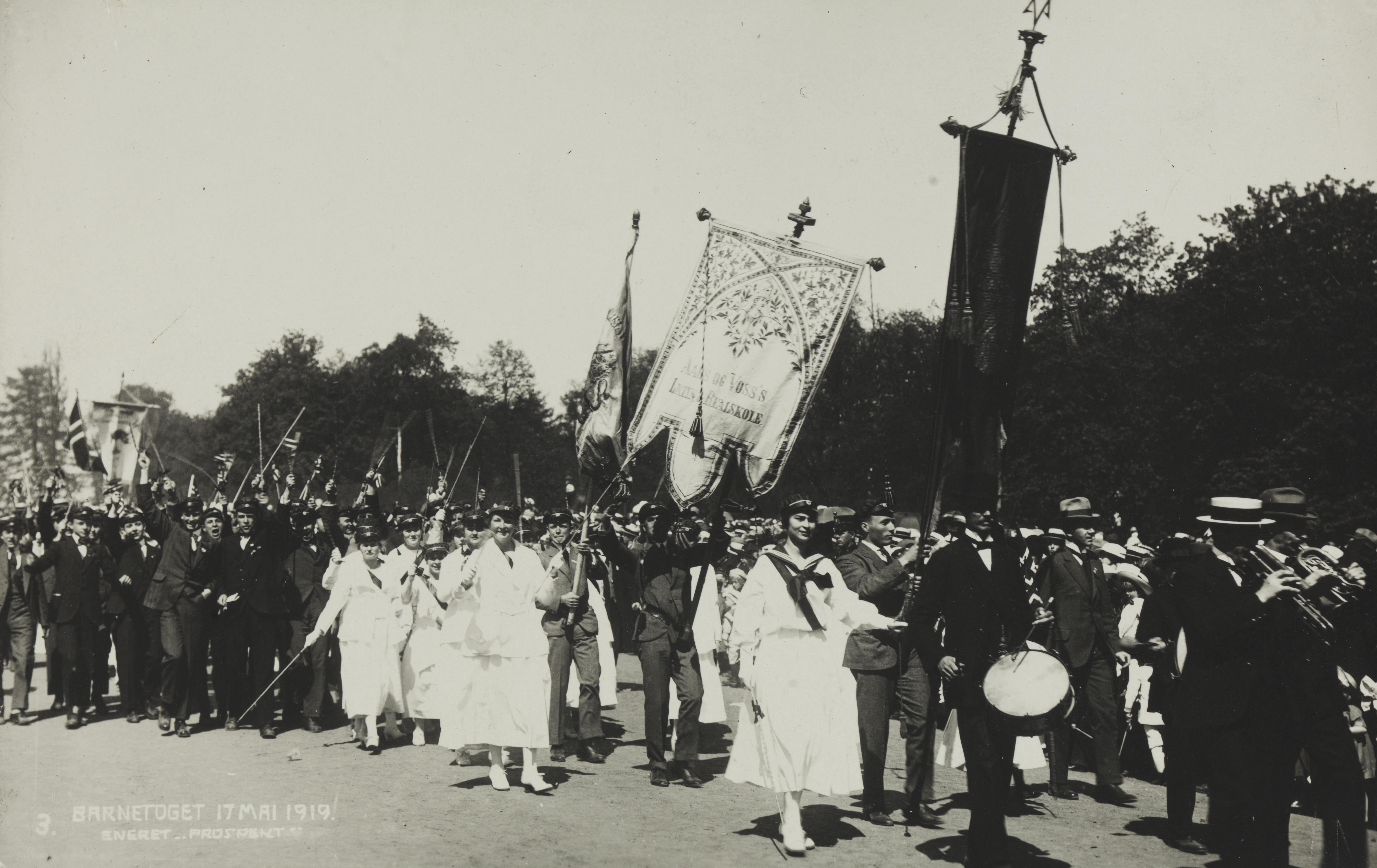
Russ della Aars og Voss’ skole nel corteo del 17 maggio a Oslo nel 1919.
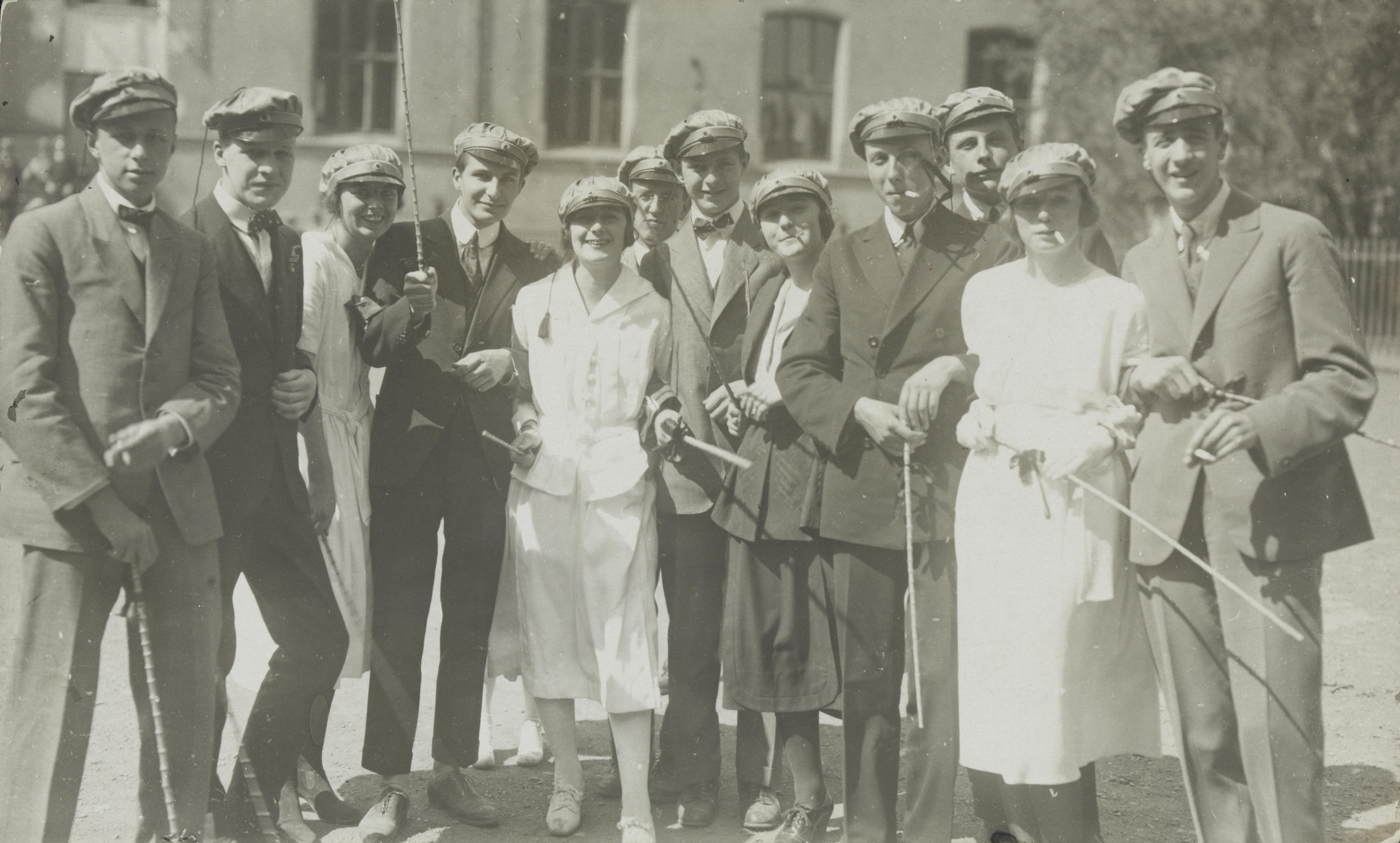
Russ di Oslo con berretti con nappa e bastoni russ il 17 maggio all'inizio degli anni '20.
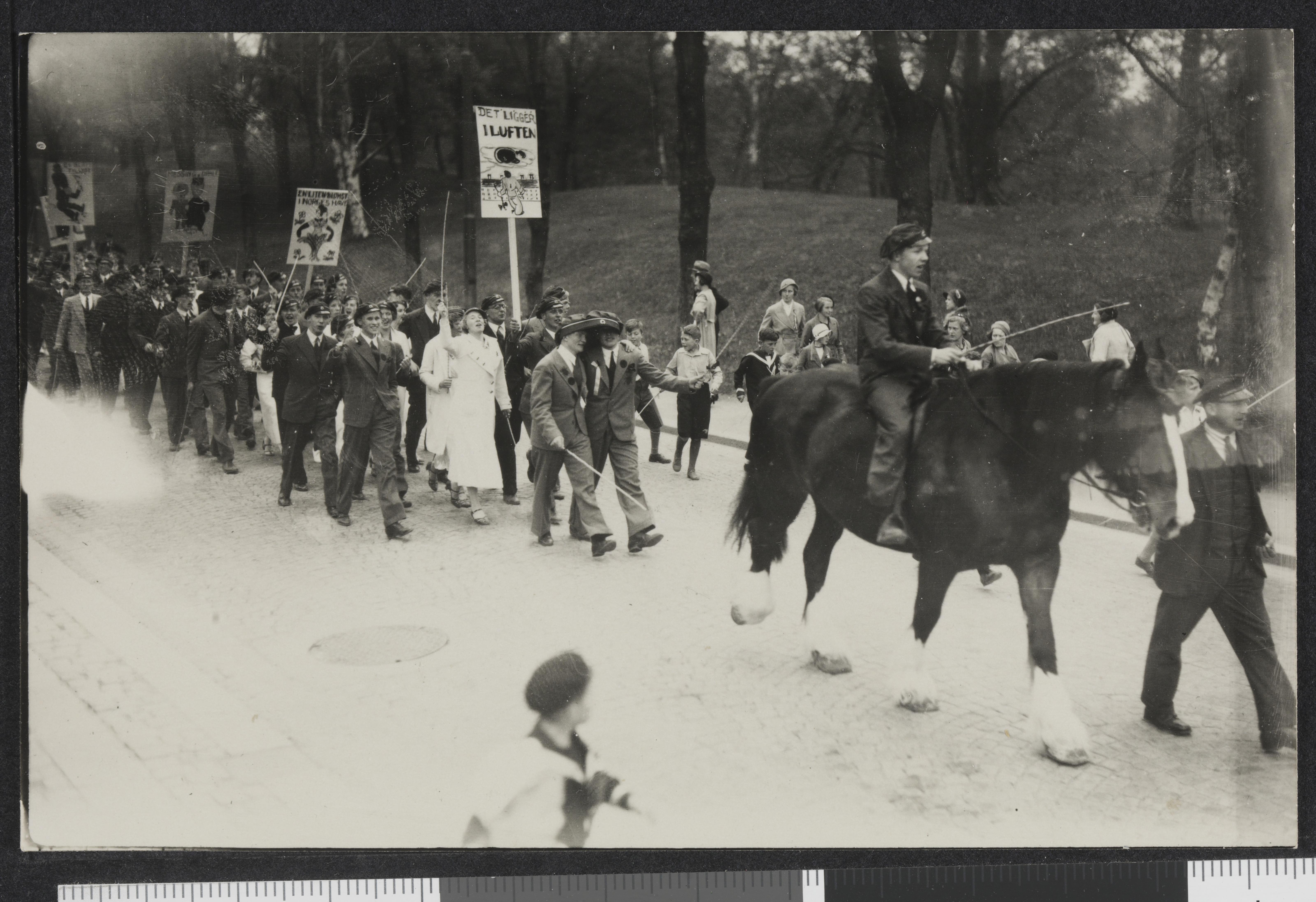
Russ festosi con cartelli e barzellette nel corteo russ del 17 maggio 1933.
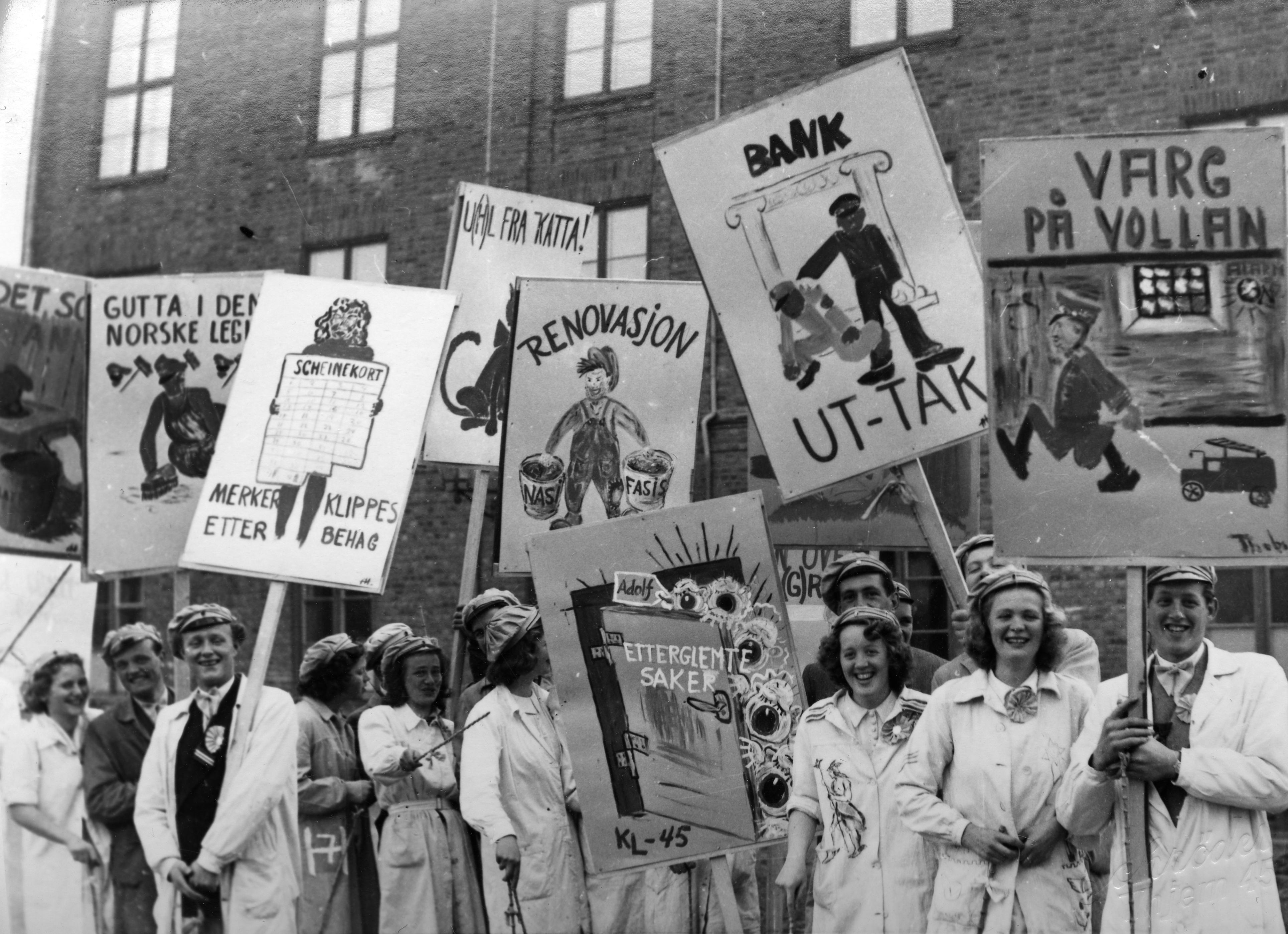
Studenti dell'ultimo anno presso la Trondheim katedralskole con cartelli per il corteo russ il 17 maggio 1945.
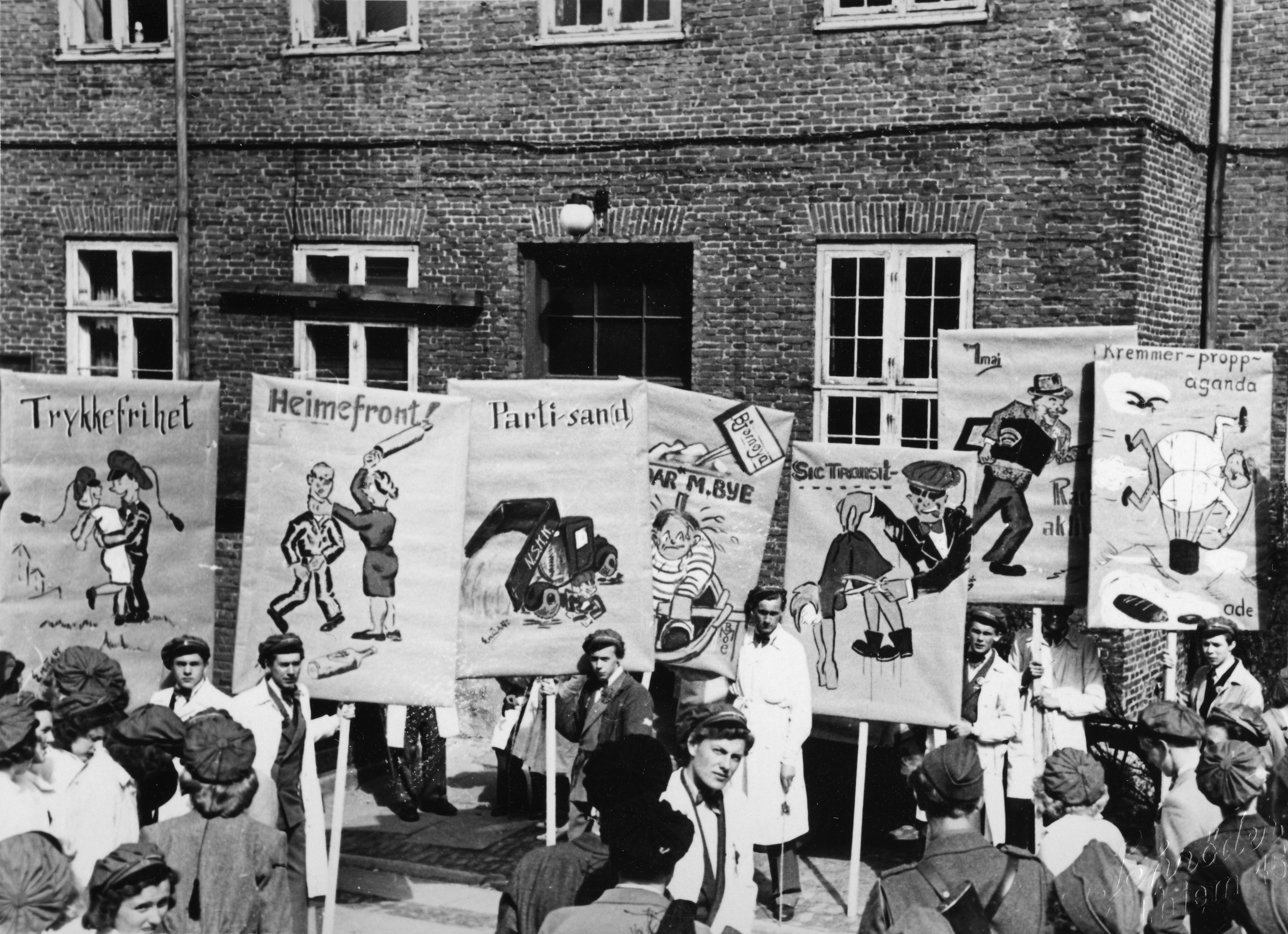
Cartelli con barzellette dei russ della Trondheim katedralskole il 17 maggio 1945.
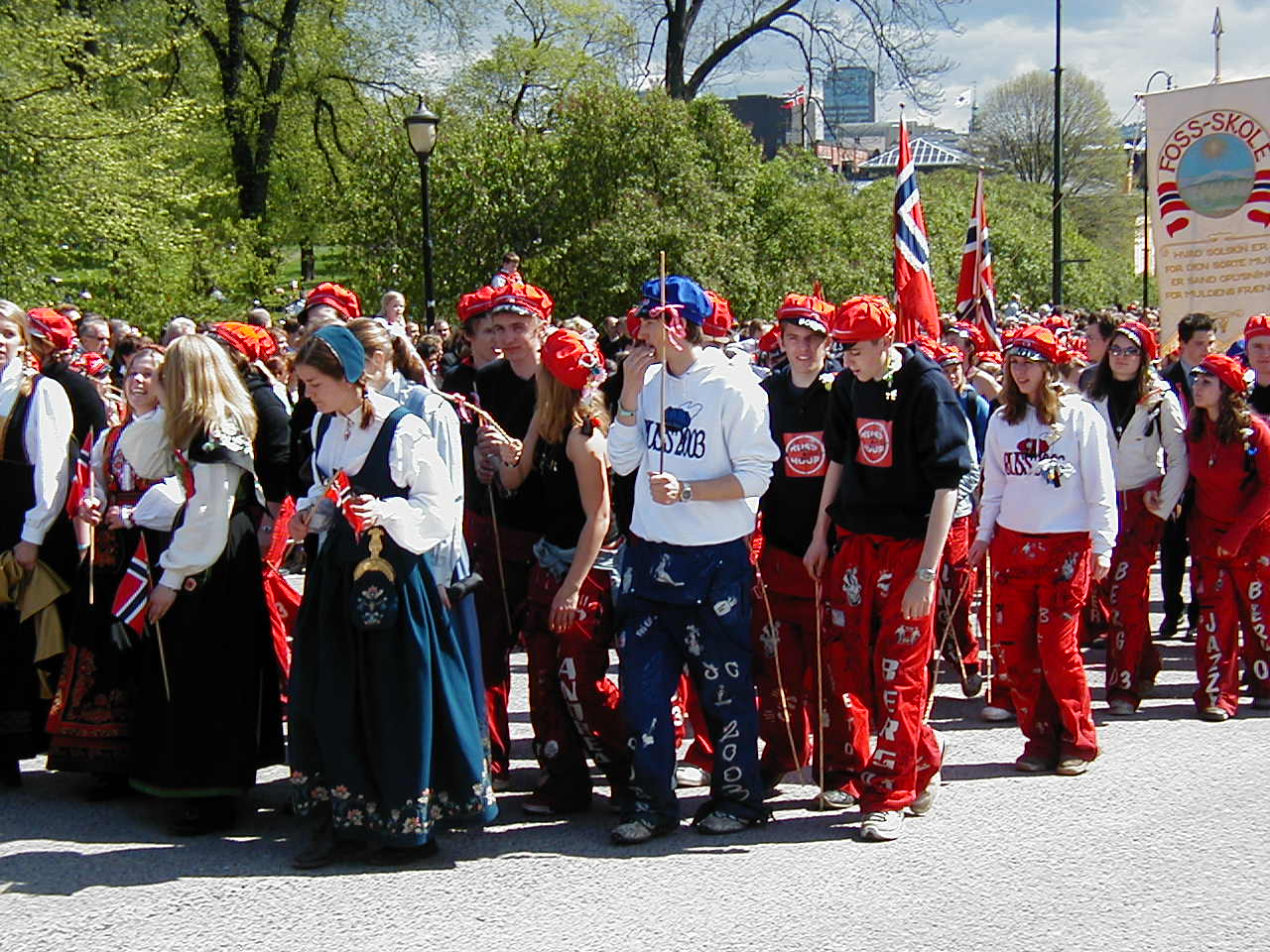
Rød- e blåruss nel corteo a Oslo il 17 maggio 2003. L'immagine mostra anche studenti delle videregående skole indossanti il bunad.

### In Danimarca, Svezia e Finlandia

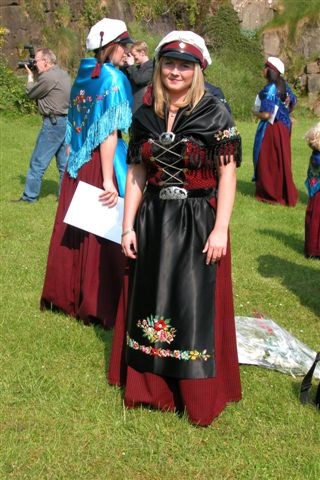
Studenti dell'ultimo anno del ginnasio nelle Isole Faroe, che prendono in prestito molte tradizioni dalla Danimarca, si vestono in bunad e berretti russ bianchi.

La tradizione di celebrare l'ammissione alle università è ancora praticata in Danimarca, dove i nuovi studenti sono chiamati russ e hanno dei russemarkeringer (simboli russ) durante la prima settimana in qualità di studenti del primo anno. Anche in Svezia e Finlandia i nuovi studenti celebrano il cosiddetto studenten, cioè il completamento della loro istruzione al ginnasio. Esistono diversi tipi di intrattenimento per studenti, allegri e tipici degli studenti, feste e celebrazioni. Ad esempio esiste il cosiddetto student-spektakel (spettacolo studentesco o rivista studentesca) in Svezia, oppure russ gridanti a bordo di camion decorati con rami di betulla in Danimarca e nella stessa Svezia.
Gli studenti in Danimarca, Svezia e Finlandia si vestono, per il resto, con berretti russ bianchi, una tradizione dalla metà del XIX secolo. Tali berretti russ sono chiamati studenterhue in danese e studentmössa in svedese. Alcuni studenti svedesi dell'ultimo anno indossano anche una tradizionale tuta colorata. Con l’abolizione dell’esame studentesco in Svezia nel 1969, tuttavia, fu messo un grande freno alla celebrazione studentesca tradizionale. In precedenza i diplomati del ginnasio potevano segnare il loro nuovo status e indossare il loro berretto studentesco bianco per tutta l'estate fino a quando iniziavano l'università in autunno. La celebrazione studentesca in Svezia ha comunque avuto una ripresa negli ultimi decenni: ora inizia solitamente con il mösspåtagning, corrispondente quasi totalmente al battesimo russ norvegese che celebra l’indossamento del berretto, durante il Valborgsmässoafton nel fine settimana tra aprile e maggio. Le usanze in Svezia variano tuttavia molto da luogo a luogo.

## I russ oggi
A seconda della zona in cui si è studiato, la russefeiring inizia con parate di autobus e russekroer in autunno nell'ultimo anno delle superiori o alla fine di aprile o all'inizio di maggio e dura fino al 17 maggio o più a lungo. I russ sostengono i loro esami finali dopo la celebrazione, e quelli che eventualmente vengono bocciati possono effettivamente diventare russ di nuovo.

### Uso dei colori

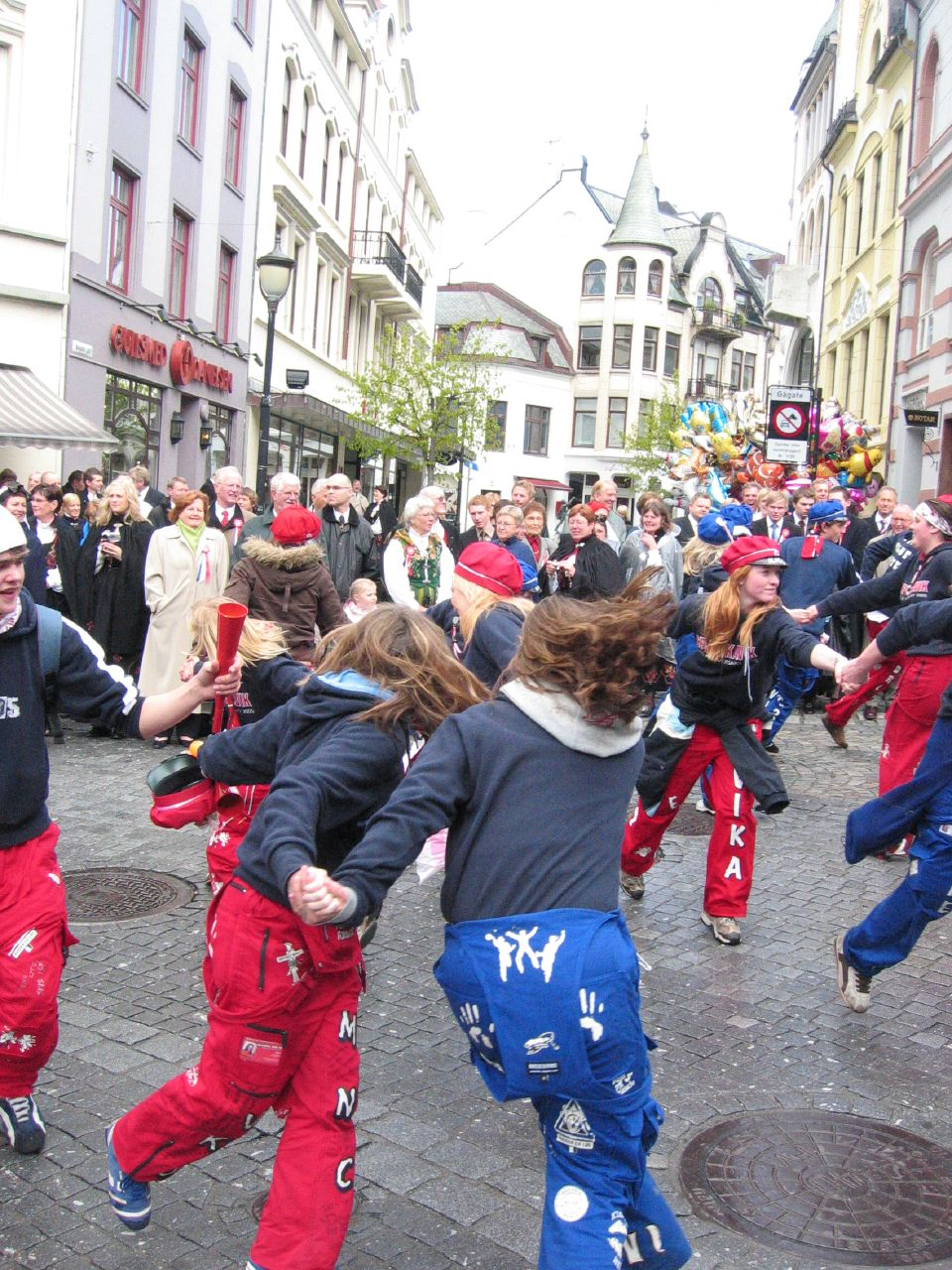
Rød- e blåruss nel corteo del 17 maggio 2005 ad Ålesund. I rødruss sono studenti dell'ultimo anno delle scuole superiori con tra l'altro materie generali (precedentemente ginnasio), blåruss studenti con specializzazione in economia (precedentemente liceo commerciale).

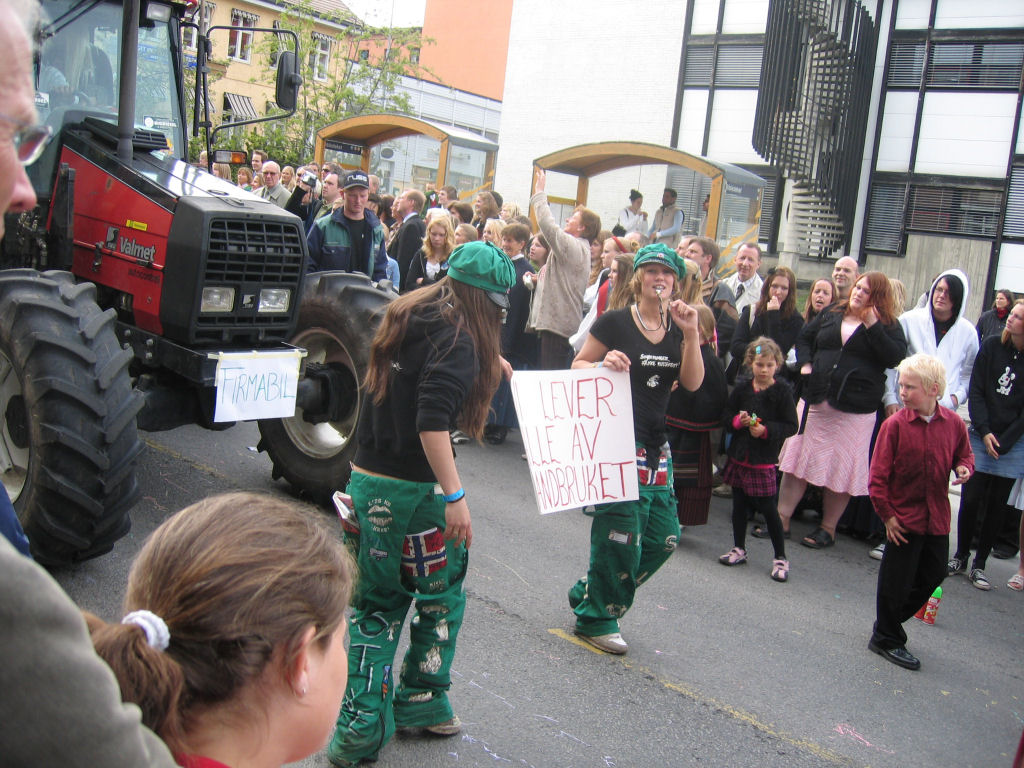
Grønnruss dalla Jønsberg videregående skole nel corteo del 17 maggio a Hamar nel 2006. Grønnruss sono studenti delle scuole superiori con indirizzo di studio utilizzo della natura.

I colori che i russ usano su berretto, tuta russ e altro equipaggiamento variano da luogo a luogo, ma i seguenti sono i più comuni:
- Rødruss: in rosso, gli studenti che ottengono competenza sia di studio generale sia di specializzazione di studi, sport, musica, danza e teatro, gestione della natura, arte, design e architettura, media e comunicazione o integrazione per competenza di studio generale.
- Blåruss: in blu, gli studenti che ottengono la specializzazione di studi con economia, o servizio e trasporti. Originariamente era soltanto servizio e trasporti che aveva il berretto blu, ma su richiesta degli studenti delle scuole superiori di Kristiania nel 1917, fu cambiato in modo che materie generali con economia insieme a vendite e servizi dovessero condividere il berretto blu. I primi berretti blu arrivarono nel 1916, ma nel 1953, l'anno in cui il ginnasio con indirizzo economico divenne triennale, è considerato l'anno di nascita del blåruss. Altri luoghi nel paese hanno altre tradizioni. Ad esempio, a Bodø e Stavanger gli studenti professionali sono blåruss con vari accessori che caratterizzano le diverse linee, come mantelli bianchi, pantaloni con bretelle al posto dei tradizionali pantaloni.
- Svartruss: in nero, gli studenti che frequentano un indirizzo di studio professionale tranne servizi e trasporti. Questo si applica tradizionalmente specialmente agli indirizzi di studio elettrotecnico e tecnologia informatica, tecnologia edile e di costruzione, artigianato, design e sviluppo prodotti.
- Grønnruss, in verde, gli studenti che frequentano studi in agricoltura e gestione della natura. Fu adottato intorno al 1995, fino a quando erano parte degli svartruss. I grønnruss erano negli anni '60 studenti dell'ultimo anno delle scuole reali, un tipo di scuola che fu abolito nel 1968 e sostituito dalla scuola media obbligatoria.
- Lillaruss: in viola, gli studenti che completano l'istruzione superiore triennale, con approfondimento in materie di design. Come i grønnruss, anche i lillaruss erano originariamente parte degli svartruss.
- Gullruss: in oro, gli studenti che siedono nel consiglio russ della loro scuola, o nel Consiglio Principale dei Russ. Questi di solito usano pantaloni nei colori usuali (rosso, blu, nero ecc.), ma fanno stampare tessere russ speciali in colore oro. Per il presidente del Consiglio Principale dei Russ, e per i presidenti russ delle singole scuole c'è anche la tradizione di avere una parka di colore oro.

Nel corso degli ultimi anni la distinzione tra rød- e blåruss è diventata più sottile, e gli studenti spesso scelgono il colore secondo la propria preferenza piuttosto che seguendo la tradizione. Ci sono anche sempre più studenti professionali che scelgono di essere rød- o blåruss piuttosto che svartruss, dato che la selezione di tute russ in colore rosso e blu è spesso maggiore mentre le tute nere sono meno di quelle necessarie.

#### Uso dei colori in passato
- I Gullruss erano precedentemente studenti che completavano 3 anni di scuola professionale.
- I Hvitruss (bianco) erano studenti che completavano il percorso sportivo superiore triennale.
- Gli Oransjeruss (arancione) erano studenti che completavano l'ultimo anno delle scuole medie negli anni '70.
- I Rosaruss (rosa) erano bambini che frequentano l'ultimo anno della scuola dell'infanzia e segnavano l’evento con un gioco di imitazione guidato dagli adulti. Eventualmente le bambine potevano indossare vestiti rosa mentre i bambini azzurri.

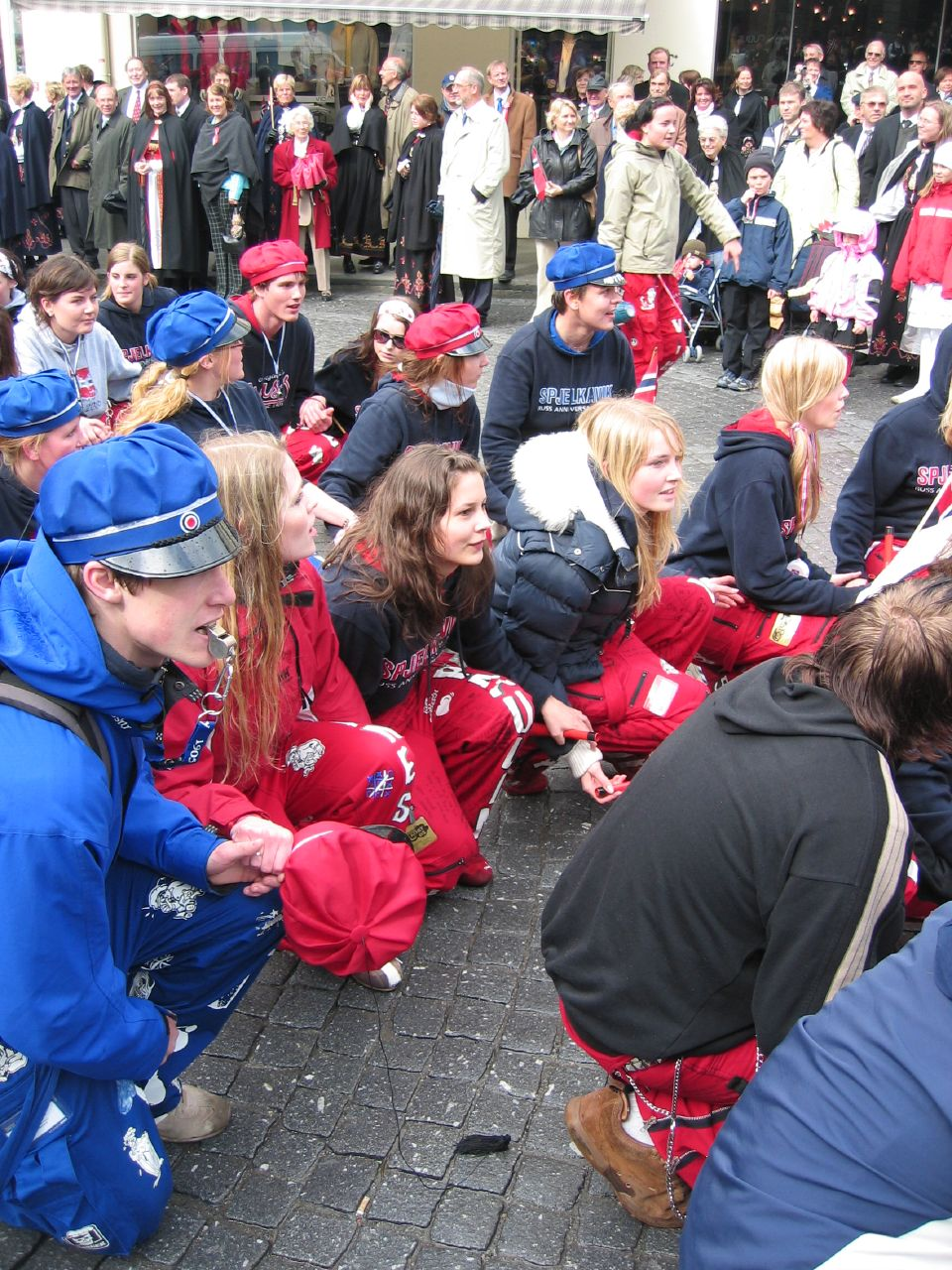
Rød- e blåruss della scuola superiore di Spjelkavik indossano berretti e tute russ ad Ålesund il 17 maggio 2005.

L'uso del verde, e specialmente del viola, arancione e rosa, come colori russ non è tuttavia mai diventato particolarmente diffuso.

### Costumi, berretti e nodi (knuter)
In relazione con gli eventi russ, specialmente in primavera, i russ si vestono con diversi capi di abbigliamento rossi, neri o blu, ad esempio tute e pantaloni da falegname nei colori russ, spesso decorati con distintivi. I russ del Trøndelag hanno tradizionalmente avuto giacche particolari, originariamente camici da laboratorio. Questi camici bianchi vengono decorati con grandi disegni o dipinti sulla schiena.
Tradizioni più lunghe vedono tuttavia la presenza di berretti russ con lunghe nappe come sui più solenni berretti studenteschi. Nella nappa del berretto si legano diversi tipi di nodi, spesso con piccoli oggetti. Questi nodi sono segni del completamento di diverse russeknuter, cioè compiti fantasiosi, pur non essendo obbligatori ma volontari. I russeknuter sono spesso criticati perché possono comportare illegalità, come oltraggio al pudore e sequestro di compagni di classe, e azioni potenzialmente pericolose come l'assunzione di grandi quantità di alcol in poco tempo. I primi nodi sorsero negli anni '40. Davanti ai berretti russ c'è inoltre una coccarda tradizionale nei colori nazionali norvegesi. È tradizionalmente il Consiglio Principale dei Russ che crea e tramanda i russeknuter, e ne vengono rilasciati solamente un centinaio all'anno, di cui la maggioranza è tramandata dagli anni precedenti. Ci sono anche alcune scuole superiori in giro per il paese che hanno i loro propri russeknuter.
La russefeiring inizia in alcuni luoghi con il cosiddetto “battesimo russ” in un russekro nel mese di maggio. La visiera dei berretti russ può essere dipinta con il soprannome del proprietario. Il berretto russ è inoltre una variante informale del tradizionale berretto nero con lunga nappa che gli studenti del ginnasio indossavano durante la cerimonia di consegna finale durante la quale ricevevano i loro diplomi. Questo berretto nero divenne così un indicatore della superazione dell’esame, e non di rado i giovani venivano mandati dal fotografo per essere ritratti indossando il loro nuovo orgoglio.

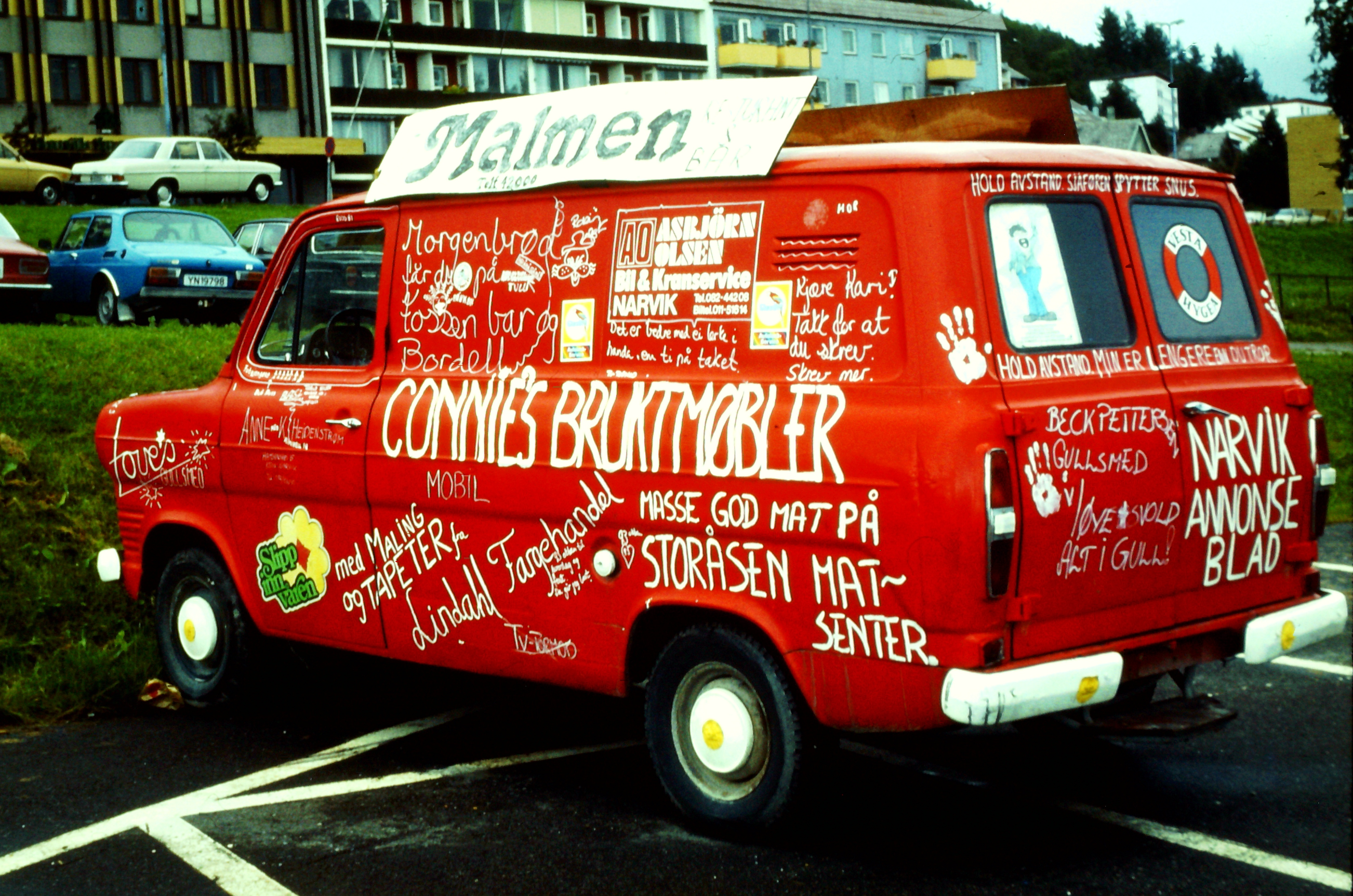
Auto russ (1981, Narvik)

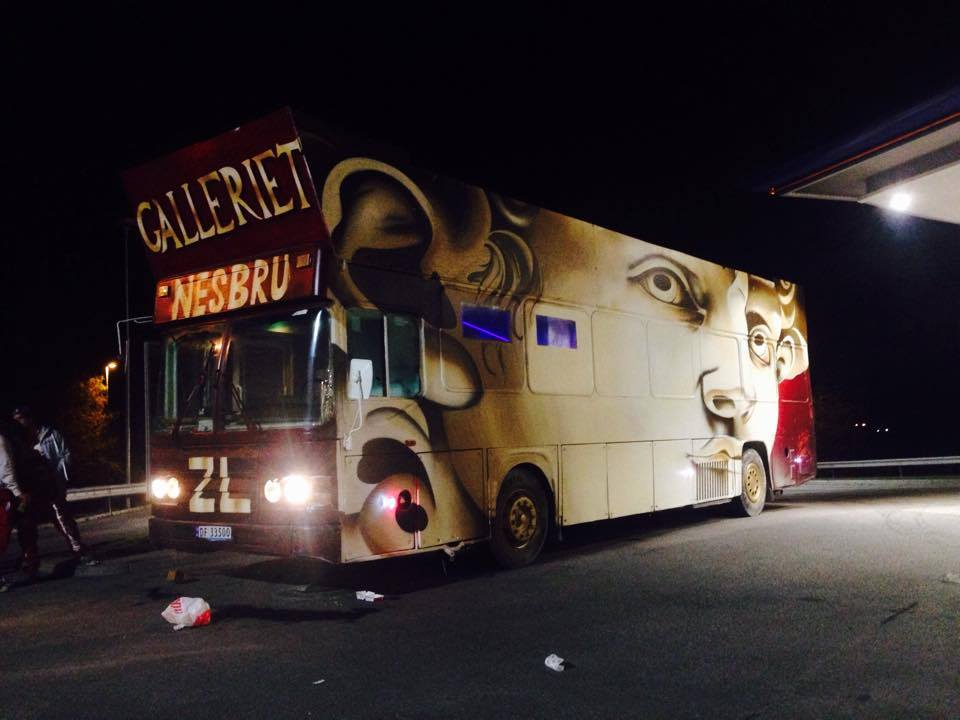
Un'immagine dell'autobus Nesbru «Galleriet 2015» mostra quanto elaborati possano apparire alcuni autobus. Questo autobus vinse anche il premio di Autobus dell'Anno a Tryvann nel 2015.

Spesso la lista viene criticata perché contiene azioni considerate pericolose. Come ad esempio:
- Passare la strada attraverso il sedile posteriore di una macchina ferma ad un semaforo.[2] Sul nodo viene attaccato un pezzo della confezione dei Mentos.

- Bere 24 birre (una birra = 0,25 l) entro 24 ore.
- Mettere una mezza scatola di snus sotto il labbro per un almeno 15-20 minuti.

Per ricevere un nodo è necessaria la testimonianza di almeno due russ. 
Alcuni esempi di Russeknuter:
- Stare su di un albero per tutta la notte. Ricevi come "nodo", un piccolo ramo dell'albero.
- Mangiare un Big Mac in soli due morsi. Ricevi un pezzo della scatola del Big-Mac.
- Bere una bottiglia di vino entro 20 minuti. Ricevi il tappo della bottiglia.
- Trascorrere una giornata di scuola strisciando sulle mani e sulle ginocchia. Ricevi una piccola scarpa.
- Essere sobrio per tutto il periodo. Ricevi un tappo da una bottiglia di Coca Cola.
- Copulare nel bosco.
- Copulare con 17 persone diverse dal 1° al 17 maggio.
- Fare il bagno il 1º maggio.
- Chiedere un preservativo a persone a caso in un centro commerciale. Ricevi un preservativo.
- Fingere di rompere una relazione con un/una sedicenne a caso, in pubblico, anche se sconosciuto/a.
- Attraversare, correndo e nudo, un ponte vicino alla scuola o in un posto pubblico.
- Fare un'ora intera di educazione sessuale per i ragazzi del primo anno.

### Auto russ, van e autobus

#### Le prime auto russ

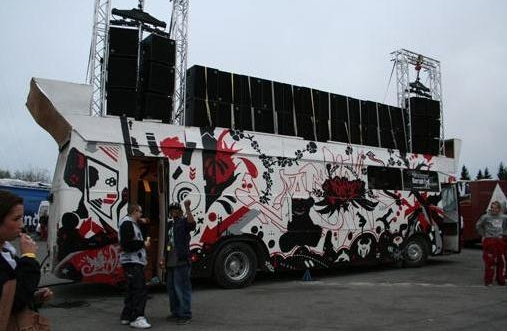
Il costoso autobus russ «Psycho» con il suo enorme impianto audio fotografato a Tryvannshøgda nella Nordmarka 10 km a nordovest del centro di Oslo nel 2006. L'area di Tryvann è luogo di ritrovo per un grande evento russ annuale con feste all'aperto.

La tradizione delle proprie auto russ sorse intorno al 1950. I russ compravano o ereditavano vecchie auto private che venivano dipinte di rosso o blu e attrezzate con scritte scherzose bianche e successivamente anche pubblicità. Negli anni '50 erano preferite le cabriolet precedenti al 1920. Le auto russ erano originariamente veicoli da parata nel corteo russ del 17 maggio, ma per molti sono diventate un mezzo di trasporto necessario e un hobby socialmente unificante prima e durante il russetiden. Le auto sono pagate parzialmente tramite pubblicità.

#### La transizione agli autobus ed ai van
Con una più florida economia, le auto russ più piccole sono state negli ultimi decenni largamente sostituite da van e grandi autobus russ, che vengono acquisiti, migliorati e attrezzati lungo diversi anni prima del russetiden. Gli autobus potevano prima avere grandi impianti audio sul tetto, ma poiché questo richiede l'approvazione per il carico sul tetto, cosa che pochissimi autobus russ hanno, questo è ora quasi completamente scomparso. Un'altra ragione sono anche le lamentele per il rumore che gli impianti esterni creano. Una soluzione adottata da molti russi è quella di installare degli altoparlanti esterni laterali, che fuoriescono aprendo un coperchio. Oggi la maggior parte degli autobus ha invece impianti interni che danno ancora un volume più che sufficiente. Gli autobus hanno anche interni o esterni appositamente costruiti che seguono il progetto dell'autobus. In alcuni casi vengono spese milioni di corone sui veicoli, ovvero centinaia di migliaia di euro. Gli elevati costi finanziari riguardano soprattutto Oslo e alcune zone di Akershus e Buskerud, dove la pressione commerciale è particolarmente forte.

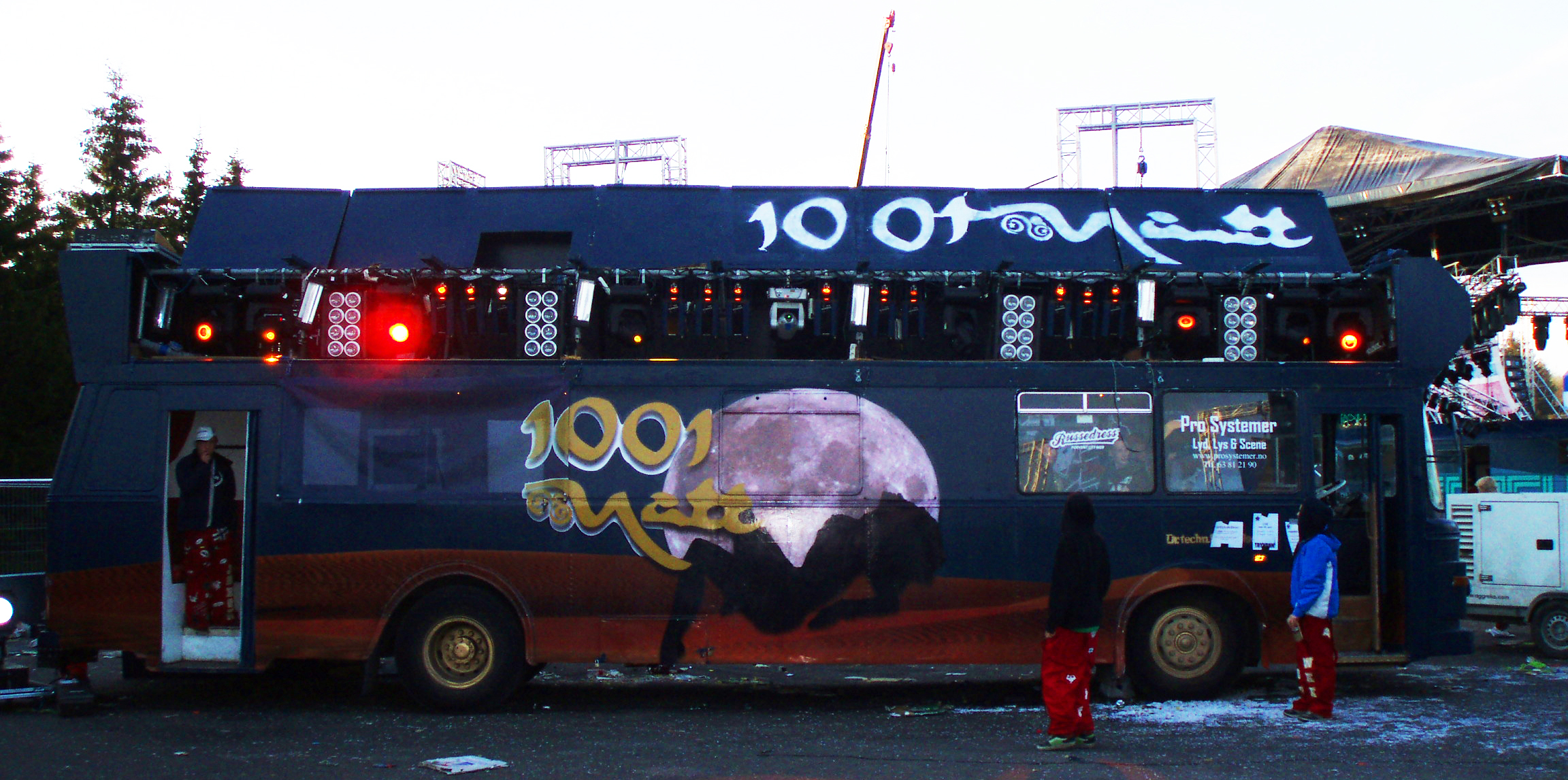
Immagine dell'autobus russ «1001 Natt» scattata durante il Tryvannstreffet nel 2007. Il rig è un cosiddetto rig di luci.

Negli anni più recenti è diventato popolare anche il noleggio di attrezzature per luci. Nuove regolamentazioni per impianti audio e luci nel 2010 hanno portato al fatto che i russ del 2009 hanno raggiunto l'apice per quanto riguarda la dimensione degli impianti. Anche la cura per l'esterno degli autobus si è sviluppata in concomitanza della crescita della spesa di denaro. Nel 2009 i proprietari di un autobus di Bærum scelsero di rivestire tutto l'esterno dell'autobus con cuscini blu oltre ad avere pellicola e vernice spray. Inoltre ci sono molti russ che investono grandi somme sull'esterno senza contatto diretto con l'autobus. Presso diverse scuole superiori si organizzano anche competizioni di autobus russ alla fine di aprile, come segno dell'inizio del russetiden. Il nome delle auto russ o degli autobus è spesso umoristico, come ad esempio l'autobus russ della scuola superiore di Stabekk che nel 2002 fu chiamato «Gluteus Maximus» (cioè muscolo grande gluteo).

Esempio di esterno costoso. L'autobus aveva il nome di «Merry Men» e fu decorato da Asker Farvehandel nel 2013.

Un altro mezzo comune per creare attenzione sugli autobus russ è lanciare nomi di copertura per i loro progetti. Questi possono essere collegati ad un progetto successivamente dichiarato o essere di carattere completamente diverso. Diversi gruppi di autobus usano migliaia di corone per promozione, felpe, canzoni e altro con i loro nomi di copertura diversi mesi prima che inizi il russetiden.
Artisti noti vengono spesso assunti per fare canzoni per gli autobus. Kobojsarna, ad esempio, ebbe grande successo con la canzone Bambi. Oral Bee e Mr. Pimp Lotion figurano anch’egli tra gli artisti più noti che hanno prodotto canzoni per gli autobus, tra gli altri, «Launch», «Touchdown» e «Trophy Men».
L'Autorità Stradale Norvegese ha sviluppato materiale di orientamento per l'approvazione di auto russ e autobus russ.

### Russ di tenda e wanderer
Non tutti i russ in Norvegia hanno autobus, van o auto. In alcune aree del paese non c'è la tradizione di avere il proprio veicolo. A Trondheim, ad esempio, è comune che i russ si incontrino in tende, o in "locali russ" che alcuni gruppi di russ hanno appositamente affittato in precedenza.

### Russekort

Russekort del cantante Kyle Alessandro (2025).

Ogni russ possiede le proprie tessere russ. Il russ progetta la sua tessera personale e sceglie da solo cosa metterci, ma è comune avere una propria foto, un motto e informazioni personali. Le informazioni personali che sono fornite sulla tessera sono solitamente indirizzo e numero di telefono. Di regola le informazioni personali che sono fornite sulla tessera sono false, o sostituite completamente da un elemento umoristico. Queste tessere vengono scambiate tra i russ, così come distribuite a membri della famiglia e ai bambini. Per tanti bambini è molto importante collezionare le carte, soprattutto il 17 maggio. Esse sono dello stesso colore dei vestiti. Stessa cosa vale per le gullkorter, sulle quali però la denominazione della tipologia di russ riporta il colore nel caso in cui il titolare non ricoprisse un ruolo amministrativo all'interno della propria scuola (ruolo che contraddistingue i gullruss).

### Riviste russ
In diverse scuole superiori c'è la tradizione di mettere in scena riviste russ.

### Giornali russ
Il giornale russ è una pubblicazione simile a un giornale normale che viene pubblicata localmente il 17 maggio dai russ, soprattutto presso le maggiori scuole superiori. I giornali contengono principalmente reportage scherzosi, barzellette, presentazione degli studenti dell'ultimo anno della scuola e annunci. I giornali russ vengono venduti dai russ ai passanti in strada. Il primo giornale russ in Norvegia uscì nel 1919, mentre nel 1931 uscì il primo giornale specificamente dei blåruss.

### Cortei russ

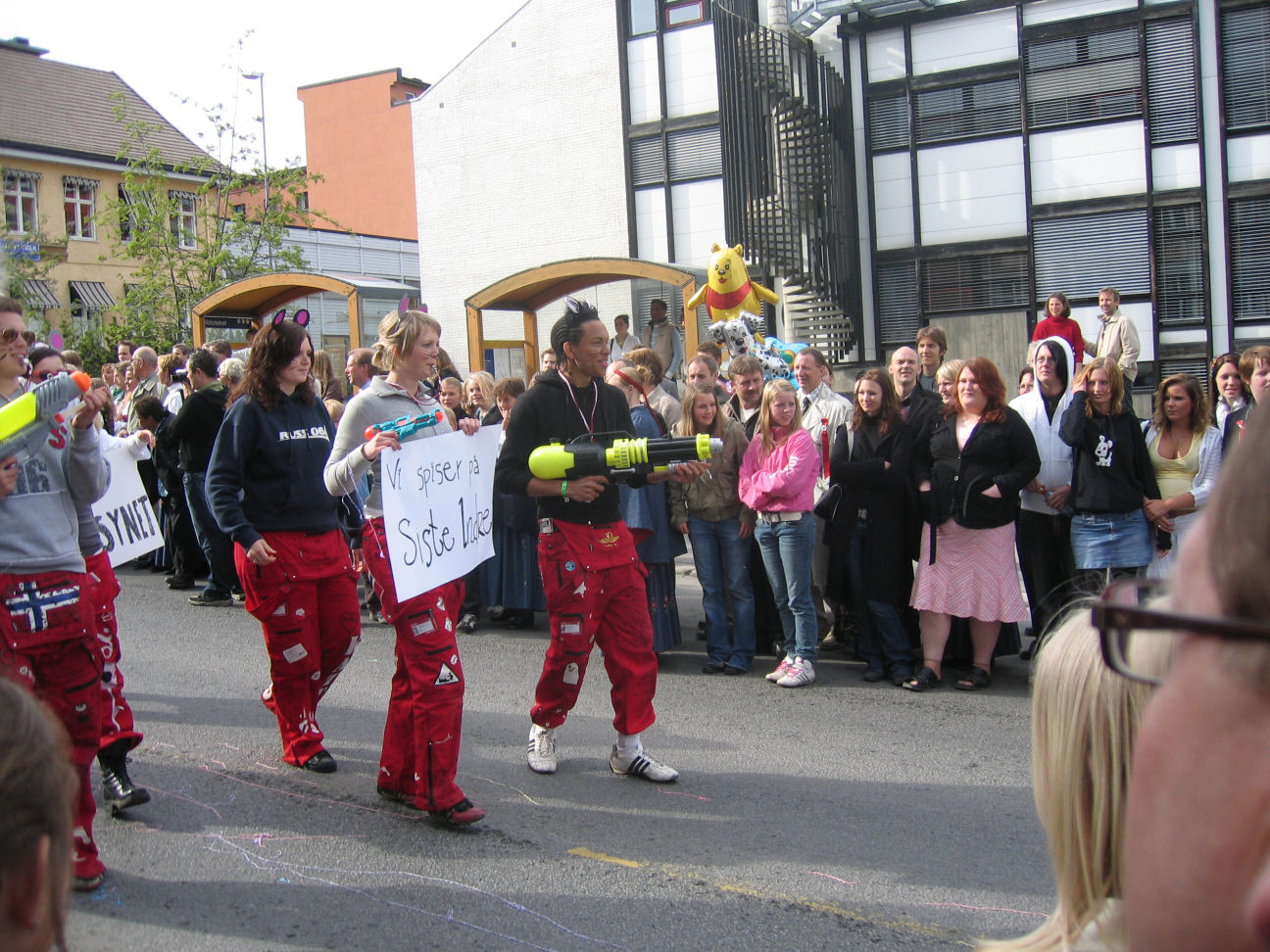
Rødruss dalla Hamar katedralskole nel corteo del 17 maggio 2006. Qui con pistole ad acqua e cartelli dai testi ironici.

In diverse città norvegesi ci sono cortei russ separati dopo il corteo dei bambini del 17 maggio. Il corteo russ è una parata caratterizzata dalla presenza di auto russ, russ danzanti e russ mascherati con slogan umoristici. I cortei russ erano precedentemente intrattenimento popolare, e i russ criticavano la società con testi ironici e pungenti con i loro cartelli e slogan. Oggi il tutto non è più tradizione popolare, e i cortei russ sono caratterizzati da molto rumore e "ubriachezza" senza elementi di critica sociale o umoristici.

### Chickelacke
Il grido tradizionale dei russ Chickelacke nacque ad Oslo nel 1934. Esso fu creato sul modello di un grido tipico degli scout danesi. È usato raramente o quasi mai tra i cortei russ del 17 maggio.
Chickelacke, chickelacke, show, show, show!
Bummelacke, bummelacke, bow, bow, bow!
Chickelacke, bummelacke, jazz bom bøh!
Julekake, julekake, hjembakt brød!
La versione specifica dei blåruss è invece la seguente:
Via, via, bom-bom-bom, bom get a rat-trap, bigger than a cat-rap, bom get a cat-rap, bigger than a rat-trap,
Cannibal, Cannibal, Sis, bom, rah. Blåruss, Blåruss, rah-rah-rah. Business, business, business!!!

### Kristenruss
Come reazione al focus violento dei russ su sesso e droghe, sono stati formati diversi movimenti che enfatizzano il bisogno di avere un russetiden senza questo tipo di contenuto centrale. I Kristenruss, noti anche come «krussen», consistono di russ cristiani e sono conosciuti per lo svolgimento di un festival senza droghe che si tiene a Kragerø e nodi “d'élite” per sostituire quelli che si riferiscono a sesso e alcol. JesusRussen, sezione dell’associazione giovanile cristiana Ny Generasjon, rappresenta anch’essa un'organizzatrice dei russefeiring alternativi.

### Progetti, canzoni e logo
Negli ultimi anni è diventato sempre più comune procurarsi russelåter (canzoni russ) sia per i van che per gli autobus. Gli autobus hanno un «nome di copertura» che viene rilasciato prima che arrivi il vero «progetto». Molti autobus operano con un nome in anteprima per segnalare che si celebrerà insieme il russetid. È comune rilasciare il nome teaser già 13–14 mesi prima che inizi effettivamente il russetid. Il nome di copertura viene rilasciato 6–7 mesi prima del russetid. Anche la competizione per scegliere quale russelåt diventerà la canzone dell'anno è diventata molto popolare, perciò alcuni russ pagano migliaia di corone perché la gente crei canzoni per loro. Alcuni pagano fino a 100.000 corone (circa 8.500 euro) per avere la propria russelåt.

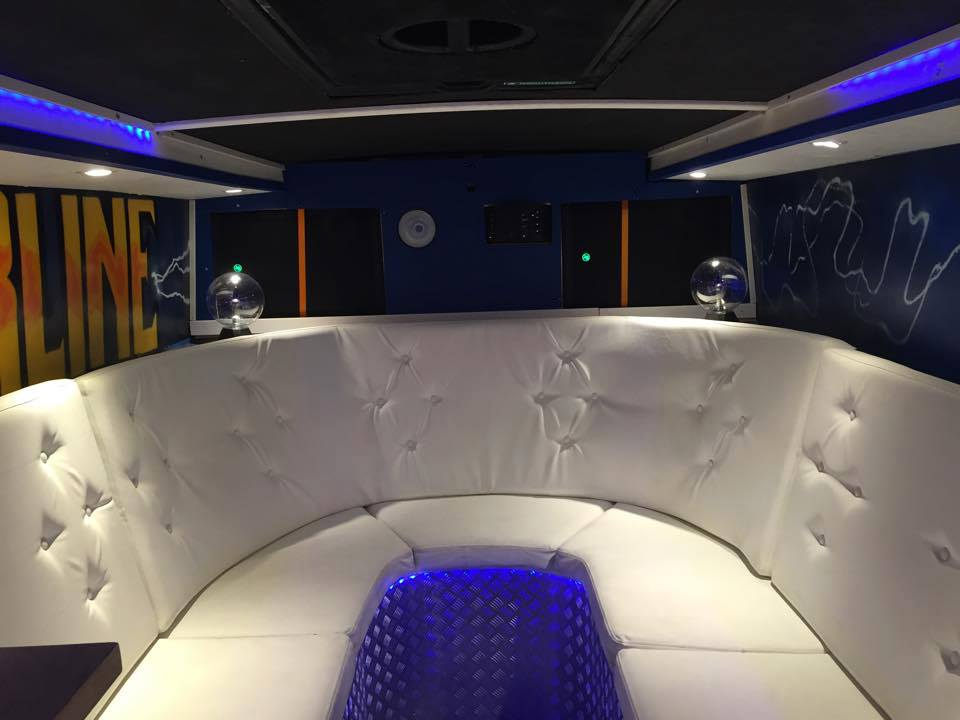
Immagine della lounge di «Powerline 2015 - Romeriksrussen».

La maggior parte dei russ ha gruppi propri, indipendentemente dal fatto che siano su un autobus o meno. Le tradizioni che prima esistevano solo in alcune parti del paese si sono ormai diffuse in tutta la Norvegia. Il focus su effetti e canzoni che rappresentano il gruppo russ è aumentato, ed è cresciuta la competizione tra gruppi russ e tra i loro fornitori. Oltre alle russelåter è diventato più comune anche l’acquisto di un logo sia per il nome di anteprima che per il progetto. È diventato un mercato proprio per i designer di loghi russ, e molti di loro si specializzano proprio in questo campo. Molti gruppi creano il logo da soli, ma una grande percentuale lo compra da un designer professionista. Il logo viene stampato sui vestiti, sui nastri e sui cartelloni, vengono creati adesivi, e chi possiede autobus, auto o van hanno il logo applicato come pellicola sul veicolo.

## Russestyret
Ogni scuola ha un presidente e dei responsabili: il responsabile dei nodi, delle feste, del terrore, dello "russ show" e della contraccezione. I diversi ruoli e responsabilità, vengono assegnati dopo una elezione democratica già all'inizio dell'anno, e tutti i russ possono votare e candidarsi.

## Il "terrore"
Il "terrore" rivolto contro certi gruppi o classi, viene organizzato dal "responsabile del terrore". Durante la cerimonia, e il primo giorno del "russeslipp", viene pubblicato, dal responsabile del terrore, la "svartelista", la cosiddetta, lista nera. Su questa, vi sono iscritti i nomi di specifiche persone, "liberamente terrorizzabili" da tutti i russ. Generalmente si tratta degli allievi del primo e del secondo anno.

## Critiche al russ
Prima degli anni '70 di solito la cosa più selvaggia e sfacciata che facevano i russ era svegliare gli insegnanti molto presto il 17 maggio. Da allora le attività sono degenerate, e ogni primavera i russ vengono criticati nei mass media e da alcuni rettori per tutto, dalle auto russ pericolose per il traffico e lo spreco di denaro, alle feste eccessive con dannoso consumo di alcol, abusi sessuali e vandalismo, oltre che per disturbi nelle scuole e mobbing di altri studenti. La maggior parte dei russ sente che la critica è ingiusta e sottolinea che le situazioni denunciate sono casi isolati. Il comportamento dei russ viene solitamente spiegato come manifestazione di impulso giovanile e bisogno di libertà e gioco dopo tredici anni di scuola. Inoltre entrano in gioco pressione del gruppo, abuso di sostanze, immaturità e mancanza di esperienza.

## Cultura russ come rito di passaggio
Allan Sande, primo docente presso la Høgskolen di Bodø, sostiene nella sua tesi di dottorato sulla russefeiring che il russetid è una cosiddetta fase liminale della vita. Ciò significa che il russetid segna un rituale di passaggio e una metamorfosi dove ci si traveste e ci si oppone alle norme della società per poi uscirne come individui adulti e responsabili. Fenomeni paralleli si trovano in molte culture. Questo vale ad esempio per il carnevale di Rio, antichi rituali tribali in Africa, e le feste alcoliche dei vecchi tempi in connessione con funerali o matrimoni. Allan Sande ritiene anche che la russefeiring possa essere considerata come una sorta di parodia e caricatura della società. Allo stesso tempo sostiene che dia ai giovani esperienze utili e li alleni nell'indipendenza, pianificazione, struttura e cooperazione.

## Espressione blåruss
L'espressione «blåruss» viene usata anche nei dibattiti politici e nella retorica come denominazione dispregiativa e ironica per giovani politici che vengono biasimati per porre enfasi unilaterale su valutazioni economico-razionali. La parola viene usata principalmente dalla sinistra contro politici della destra. Il concetto viene usato anche in gran parte per persone con formazione economica nei livelli dirigenziali delle aziende, che considerano solo aspetti economici nella gestione dell'attività.

## Russefeiring 2021
Nel 2021 la Norvegia era ancora fortemente segnata dalla pandemia di COVID-19. Il 6 marzo 2021, Russens Hovedstyre insieme ai presidenti russ di Oslo tenne quindi una votazione per stabilire la data di inizio e fine per il russetid. Il risultato fu che il russetid 2021 venne posticipato al 17 maggio 2021, dopo raccomandazione del primo ministro e del distretto politico di Oslo. La data di fine provvisoria venne contemporaneamente fissata alla consegna dei diplomi e all'ultimo giorno di scuola prima delle vacanze estive, il 18 giugno 2021.
Russens Hovedstyre decise inoltre che se la situazione epidemiologica prima del 17 maggio avesse permesso ai russ di iniziare prima, il consiglio principale avrebbe anticipato la data, e se verso il 17 maggio avesse visto che la russefeiring non poteva iniziare alla data stabilita, la celebrazione sarebbe stata posticipata ulteriormente. A causa della situazione epidemiologica variabile da scuola a scuola, Hovedstyre arrivò alla conclusione che un battesimo russ comune ad Oslo sarebbe stato difficile da realizzare. Perciò la data del battesimo russ venne fissata dai vari consigli russ in consultazione con il rettore e l'amministrazione scolastica di ogni singola scuola.